# Дзежковиці-Подводи
Дзежковиці-Подводи (пол. Dzierzkowice-Podwody) — село в Польщі, у гміні Дзешковиці Красницького повіту Люблінського воєводства.
Населення — 522 особи (2011).

## Демографія
Демографічна структура станом на 31 березня 2011 року:
|          | Загалом | Допрацездатний вік | Працездатний вік | Постпрацездатний вік |
| -------- | ------- | ------------------ | ---------------- | -------------------- |
| Чоловіки | 265     | 52                 | 181              | 32                   |
| Жінки    | 257     | 44                 | 149              | 64                   |
| Разом    | 522     | 96                 | 330              | 96                   |